# Viktor Emanuel III.

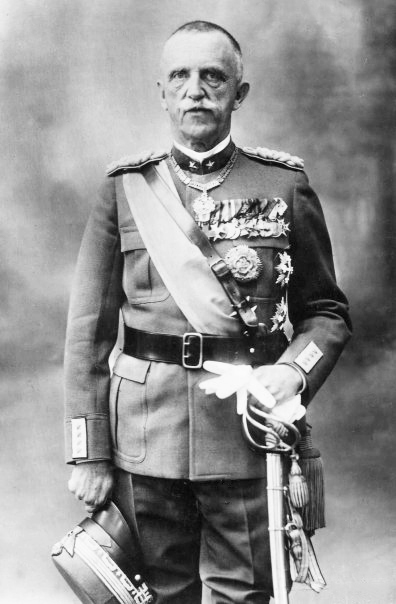
Viktor Emanuel III. (um 1930)

Viktor Emanuel III. (mit Geburtsnamen und -titeln Il Principe Vittorio Emanuele Ferdinando Maria Gennaro di Savoia, Principe Ereditario d’Italia; italienisch Vittorio Emanuele III.; * 11. November 1869 in Neapel; † 28. Dezember 1947 in Alexandria, Ägypten) aus dem Haus Savoyen war von 1900 bis 1946 König von Italien.
Infolge der politischen Krise nach Ende des Ersten Weltkriegs duldete Viktor Emanuel die Machtübernahme Benito Mussolinis und der Faschistischen Partei sowie den anschließenden Aufbau einer Diktatur, an der er bis 1943 festhielt. Im Juli 1943, nach Beginn der Landung der Alliierten in Sizilien, wandte er sich von Mussolini ab und wirkte aktiv an dessen Sturz mit. 1946 dankte der Monarch zugunsten seines Sohnes Umberto II. ab und ging ins Exil.
Im Zuge der faschistischen Expansionspolitik nahm Viktor Emanuel zusätzlich die Titel „Kaiser von Abessinien“ (1936–1941) und „König von Albanien“ (1939–1943) an.

## Herkunft und frühe Jahre

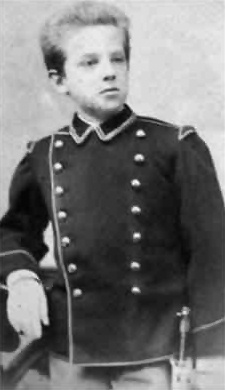
Viktor Emanuel als Kadettenschüler

Viktor Emanuel wurde am 11. November 1869 in Neapel geboren und war der einzige Nachkomme aus der Ehe des italienischen Kronprinzen Umberto (später Umberto I.) mit Margarethe von Savoyen-Carignan. Der Prinz erhielt den Titel Fürst von Neapel. Mit der Regierungsübernahme seines Vaters 1878 war er neuer Thronfolger.
Zwischen 1881 und 1889 absolvierte Viktor Emanuel eine Offiziersausbildung an der Scuola Militare Nunziatella in Neapel und der Accademia Militare di Modena. Im Anschluss diente er in verschiedenen Einheiten in Neapel, Como und Florenz. Daneben zeigte der Kronprinz reges Interesse an Geschichte, Geographie sowie Numismatik und gehörte der renommierten Accademia Nazionale dei Lincei an. 1887 unternahm Viktor Emanuel in Begleitung seines Erziehers eine Bildungsreise nach Ägypten.

## Ehe und Nachkommen
Am 24. Oktober 1896 heiratete Viktor Emanuel im Quirinalspalast in Rom Elena von Montenegro, fünfte Tochter des montenegrinischen Fürsten Nikola I. Petrović-Njegoš und dessen Gemahlin Milena Vukotić. Aus der Ehe gingen fünf Nachkommen hervor:
- Jolanda (1901–1986) ⚭ Giorgio Carlo Calvi di Bergolo
- Mafalda (1902–1944 als Inhaftierte des KZ Buchenwald) ⚭ Philipp von Hessen
- Umberto (1904–1983) als Umberto II. König von Italien ⚭ Marie José von Belgien
- Giovanna (1907–2000) ⚭ Boris III. von Bulgarien
- Maria Francesca (1914–2001) ⚭ Luigi von Bourbon-Parma

## Als König (1900 bis 1946)

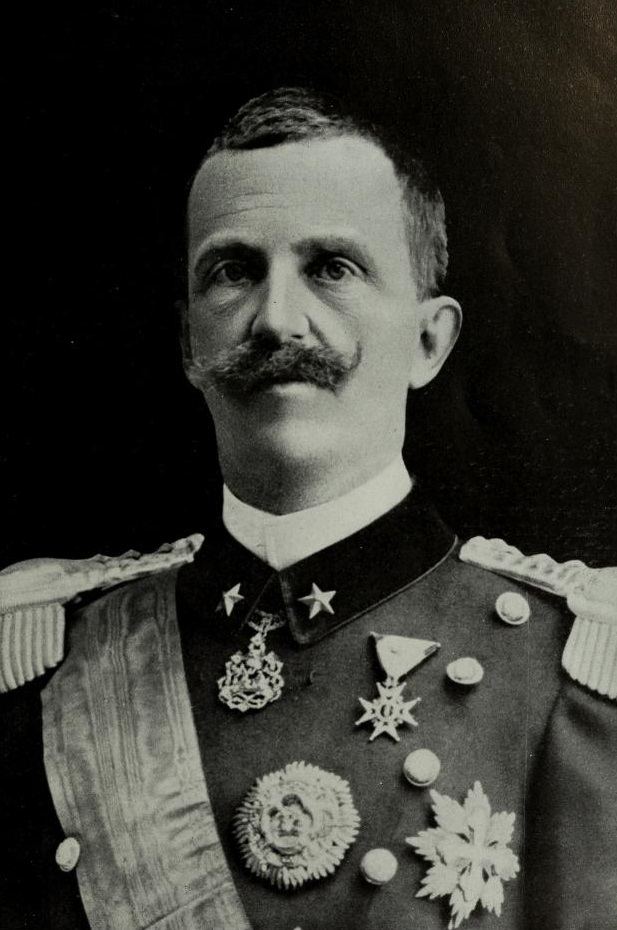
Viktor Emanuel als junger Monarch

Königliches Monogramm

Nachdem sein Vater am 29. Juli 1900 in Monza einem anarchistischen Attentäter zum Opfer gefallen war, wurde Viktor Emanuel neuer König und leistete am 11. August vor beiden Kammern des italienischen Parlaments seinen Eid auf die Verfassung. Italien war eine konstitutionelle Monarchie; und obwohl Viktor Emanuel erklärte, am Parlamentarismus festzuhalten, garantierte das Statuto Albertino dem König weitreichende Kompetenzen in der Außen- und Militärpolitik ebenso wie das Recht, den Regierungschef ohne Zustimmung des Parlaments zu ernennen. Die chronische politische Instabilität des Landes führte dazu, dass sich der mit 1,53 m ungewöhnlich kleinwüchsige, als scheu und wenig selbstbewusst beschriebene Monarch häufiger in das politische Tagesgeschäft einschalten musste, als ihm lieb war. Zwischen 1900 und 1922 musste er zehnmal intervenieren, um eine parlamentarische Krise zu beheben. Im Jahr 1903 ernannte er Giovanni Giolitti zum neuen Ministerpräsidenten, was dieser mit Unterbrechungen bis März 1914 blieb, und unterstützte damit den Übergang zu einer liberaleren Innenpolitik. Giolitti förderte die Industrialisierung und brachte den inneren Ausgleich mit den Sozialisten und der katholischen Kirche entscheidend voran. Außenpolitisch unterstützte der Monarch den imperialistischen Kurs Giolittis, der im Italienisch-Türkischen Krieg 1911/12 und der Besetzung Libyens und des Dodekanes gipfelte.

### Erster Weltkrieg

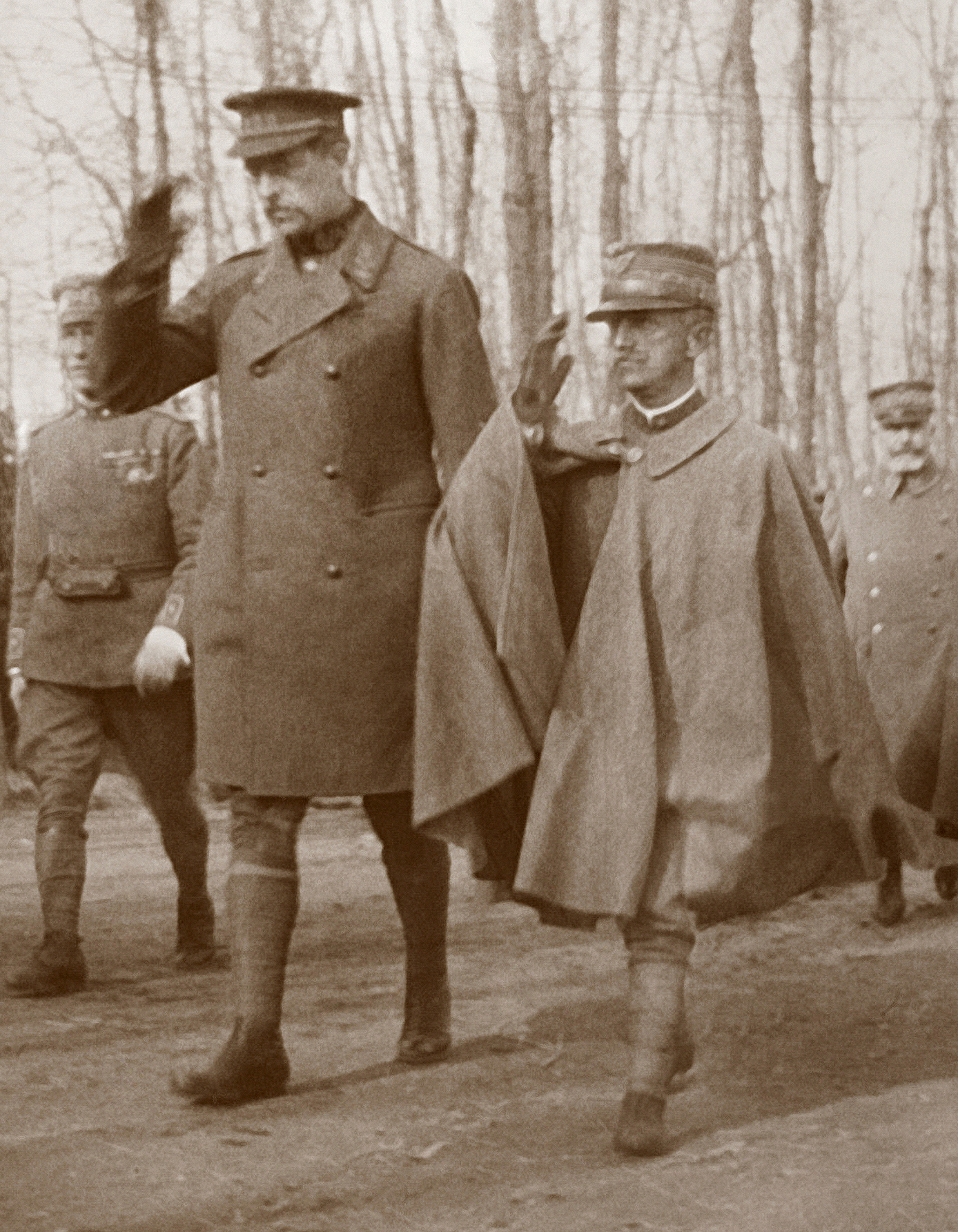
Albert I. von Belgien und Viktor Emanuel III.

Nach Beginn des Ersten Weltkriegs im August 1914 bewahrte Italien zunächst Neutralität, rückte aber in den folgenden Monaten vom Dreibund mit dem Deutschen Reich und Österreich-Ungarn ab. Viktor Emanuel billigte die Politik Antonio Salandras, der Giolitti in das Amt des Ministerpräsidenten nachgefolgt war, für Territorialgewinne und Machtzuwachs Italiens auf Seiten der Entente in den Krieg einzutreten (sacro egoismo „heiliger Egoismus“). Als Ergebnis von Geheimverhandlungen mit der Entente in London (Londoner Vertrag von 1915) verließ Italien den Dreibund, und Salandra entschloss sich im Mai 1915 zum Krieg gegen Österreich-Ungarn. Jedoch konnte Salandra im Parlament keine Mehrheit für einen Kriegseintritt gewinnen und reichte seinen Rücktritt ein. Unter starkem Einfluss der Irredentisten für einen Krieg (u. a. Gabriele D’Annunzio, Cesare Battisti, Benito Mussolini) lehnte Viktor Emanuel das Rücktrittsgesuch ab und beließ die Regierung Salandra im Amt. In einer neuerlichen Abstimmung votierte das Parlament schließlich für einen Kriegseintritt. Am 23. Mai 1915 erfolgte die Kriegserklärung Italiens an Österreich-Ungarn. Der König und seine Regierung nutzten in der Folge das Ausnahmerecht, um die Kontrollrechte des Parlaments zu umgehen. So wurde der Status und das Ansehen des Parlaments mit weitreichenden Konsequenzen für die italienische Demokratie stark beschädigt.
Doch die erhofften schnellen militärischen Erfolge gegen Österreich-Ungarn stellten sich nicht ein. Stattdessen entwickelte sich in den Alpen ein zermürbender Stellungskrieg, der anstelle von Geländegewinnen hohe Verluste auf beiden Seiten brachte. Viktor Emanuel verließ Rom, um als nomineller Oberbefehlshaber der Streitkräfte im Hauptquartier und an der Front präsent zu sein. Die Führung der militärischen Operationen überließ er seinem Generalstabschefs Luigi Cadorna und ab 1917 Armando Diaz. Als nach einer erfolgreichen Offensive der Mittelmächte (Zwölfte Isonzoschlacht) und dem anschließenden Zusammenbruch der italienischen Front am Isonzo im Oktober 1917 eine militärische Katastrophe drohte, rief Viktor Emanuel sein Volk zum nationalen Verteidigungskrieg auf. Um die Niederlage des Bündnispartners zu verhindern, mussten französische und amerikanische Truppen als Unterstützung entsandt werden. Erst im Zuge der inneren Auflösung Österreich-Ungarns im Oktober 1918 gelang der italienischen Armee in der Schlacht von Vittorio Veneto ein entscheidender Sieg, der am 3. November 1918 zum Waffenstillstand von Villa Giusti führte. Aufgrund dieses Erfolges genoss Viktor Emanuel im Volk eine unangefochtene Stellung als Autorität und erhielt die Beinamen „Re Soldato“ (Soldatenkönig) oder „Re vittorioso“ (Siegreicher König).

### Staatspolitische Krise (1919 bis 1922)
Obwohl Italien zu den Siegermächten des Ersten Weltkriegs zählte, erschütterten wirtschaftliche, soziale und politische Krisen das Land. Instabile Regierungen und Unruhen sorgten für ein Klima der Angst, dass – ähnlich wie in Russland – das Proletariat in einer revolutionären Erhebung die Macht beanspruchen könnte (biennio rosso). Es herrschte große Unzufriedenheit über die anderen Siegermächte, die einige ihrer territorialen Zugeständnisse nicht einhalten wollten, was zum Begriff vittoria mutilata („verstümmelter Sieg“) führte. Aus diesem Grund besetzte der Dichter und Volksheld Gabriele D’Annunzio 1919 mit nationalistischen Freischärlern die Stadt Fiume in Istrien (die heutige kroatische Stadt Rijeka) und forderte deren Anschluss an Italien. Aus Furcht vor einer Spaltung der Armee weigerte sich Viktor Emanuel, die völkerrechtlich illegale Besetzung mit Hilfe regulärer Truppen zu beenden. Vielmehr machte sogar der König keinen Hehl daraus, dass auch er mit den Nachkriegsregelungen unzufrieden war und die Ehre Italiens wiederhergestellt sehen wollte (Irredentismus).
Die anhaltende Krise führte zum Erstarken der Faschistischen Bewegung Mussolinis, der sich entschieden gegen linke Ideologien wandte und eine außenpolitische Stärkung Italiens forderte. Als Viktor Emanuel auf Antrag Giolittis das Parlament am 7. April 1921 auflöste und für den 15. Mai Neuwahlen ansetzte, zog Mussolini mit 34 weiteren faschistischen Abgeordneten in die Camera dei deputati ein (biennio nero).

### Zeit des Faschismus (1922 bis 1943)

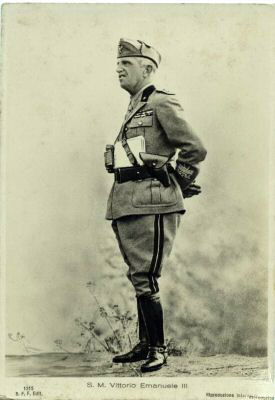
Fotografie Viktor Emanuels, um 1936

Der Faschismus war zu einer Massenbewegung herangewachsen, als Benito Mussolini im Herbst 1922 in einer gewaltsamen Aktion die Macht im Land übernehmen wollte. Zu diesem Zweck versammelte er Ende Oktober 1922 zehntausende faschistischer Schwarzhemden vor den Toren Roms, um in einem putschartigen Marsch auf Rom die Regierungsgewalt an sich zu reißen. Um einen drohenden Bürgerkrieg abzuwenden, verweigerte Viktor Emanuel dem bedrängten Ministerpräsidenten Luigi Facta am 28. Oktober seine Zustimmung zu einem Notstandsdekret, mit dem die Armee gegen die Schwarzhemden eingesetzt hätte werden können. Facta trat daraufhin von seinem Amt zurück, und der König ernannte Mussolini am 29. Oktober zum Regierungschef einer Koalitionsregierung unter Beteiligung der Faschisten. Bis 1924 regierte Mussolini innerhalb des parlamentarischen Rahmens, ehe er mit dem Aufbau einer Einparteiendiktatur begann. Andere Parteien wurden verboten oder aufgelöst, politische Gegner verfolgt und eine Pressezensur eingeführt. Die Transformation in ein diktatorisches System wurde teilweise durch königliche Dekrete oder Erlasse mitgetragen und somit toleriert. Ab 1925/26 war das Königreich Italien eine Diktatur; Viktor Emanuel war zwar de jure das Staatsoberhaupt, wurde aber politisch von Mussolini völlig in den Hintergrund gedrängt. 
Auf der Mailänder Messe ereignete sich am 12. April 1928 ein Anschlag auf Viktor Emanuel III., bei der eine Bombe, die im Fundament einer Straßenlaterne verstreckt war, ihr Ziel nur knapp verfehlte und bei ihrer Explosion 14 Menschen auf der Stelle tötete.
Bis zum Jahr 1943 sollte der König keinerlei politisches Gewicht mehr gewinnen und auch bewusst keinen Einfluss mehr nehmen. Exemplarisch dafür war die Übertragung des Oberbefehls über die Streitkräfte an den „Duce“.
Italien suchte ab Mitte der 1930er Jahre außenpolitisch eine engere Bindung an das nationalsozialistische Deutsche Reich und betrieb eine Politik der Territorialgewinne. Viktor Emanuel tolerierte die aggressive Außenpolitik Mussolinis und setzte dem völkerrechtswidrigen Angriffskrieg zur Eroberung Abessiniens (Italienisch-Äthiopischer Krieg 1935/36) nichts entgegen. Dabei spielten die Faschisten eine propagandistisch wirksame Karte aus, indem Viktor Emanuel, nach Ausrufung des Imperiums durch Mussolini, am 9. Mai 1936 den Titel „Kaiser von Abessinien“ annahm. Zusätzlich erhielten Monarch und Regierungschef mit dem Ehrentitel Primo Maresciallo dell’Impero (Erster Reichsmarschall) den höchsten militärischen Rang des Landes. Im April 1939 besetzten italienische Truppen Albanien; am 12. April bot die albanische Nationalversammlung Viktor Emanuel die Königskrone in Form einer Personalunion an, die wenige Tage später vollzogen wurde.

### Zweiter Weltkrieg
Nach Beginn des Zweiten Weltkriegs im September 1939 sprach sich Viktor Emanuel gegen einen Kriegseintritt aus, da das Land für einen europäischen Krieg nicht vorbereitet sei. Trotz dieser Warnung erklärte Mussolini den Westmächten am 10. Juni 1940 den Krieg, und die italienischen Streitkräfte kämpften fortan an der Seite des Deutschen Reiches. Allerdings entwickelte sich der Krieg für Italien zum Fiasko (Griechisch-Italienischer Krieg, Ostafrikafeldzug und Afrikafeldzug), weshalb es in immer stärkere Abhängigkeit zum Deutschen Reich geriet. Unter den Fehlschlägen litt zusehends das Ansehen des Königs, der in der Öffentlichkeit nur noch zu Truppenparaden oder Schiffstaufen erschien. Als er nach Luftangriffen der Alliierten zerstörte Stadtteile Roms besuchte, schlug ihm blanker Hass entgegen.
Nach der alliierten Landung auf Sizilien im Juli 1943 (Operation Husky) begann die bisher unangefochtene Machtposition Mussolinis zu zerfallen, und auch Viktor Emanuel wandte sich von ihm ab. Nachdem der Große Faschistische Rat Mussolini am 24. Juli 1943 per Misstrauensvotum abgesetzt hatte, ließ ihn der König am Folgetag verhaften. Viktor Emanuel nahm seine vollen konstitutionellen Rechte wieder wahr, indem er Marschall Pietro Badoglio mit der Bildung einer Militärregierung beauftragte und persönlich den Oberbefehl über die Streitkräfte übernahm. Am 8. September 1943 verkündete er den Abschluss eines Waffenstillstands mit den Alliierten und löste damit das Bündnis mit dem Deutschen Reich. Daraufhin besetzte die Wehrmacht den Norden Italiens (Fall Achse) und, um einer Verhaftung zu entgehen, setzten sich der König, seine Regierung und Familie von Rom nach Brindisi ab. In Norditalien proklamierte der von deutschen Fallschirmjägern (Unternehmen Eiche) befreite Mussolini in Salò die Italienische Sozialrepublik. Die Deutschen konnten einzig Prinzessin Mafalda von Savoyen gefangen nehmen. Sie erlag am 27. August 1944 im KZ Buchenwald ihren Verletzungen, welche durch einen Bombenangriff der USAAF drei Tage zuvor verursacht worden waren.
Mit dem Ende der faschistischen Diktatur wurden Rufe nach der Abdankung Viktor Emanuels laut. Nach der Befreiung Roms durch die Alliierten (4. Juni 1944) kehrte der Monarch in die Hauptstadt zurück und übertrug seine verfassungsmäßigen Rechte seinem Sohn Umberto, behielt jedoch den Königstitel.

## Abdankung und Tod
Um seiner Dynastie den Thron zu erhalten, dankte Viktor Emanuel am 9. Mai 1946 formell zugunsten seines Sohnes ab. Während er den Titel eines Grafen von Pollenzo annahm, sollte Umberto II. nur 40 Tage lang König von Italien bleiben, ehe das Land sich nach einem von den US-amerikanischen Besatzungsbehörden initiierten Referendum über die zukünftige Staatsform am 2. Juni 1946 zur Republik erklärte. Mit der Verkündung des Ergebnisses des Referendums am 18. Juni galt Umberto II. offiziell als abgesetzt und die Monarchie in Italien für beendet. Die Mitglieder des Hauses Savoyen wurden des Landes verwiesen, und Viktor Emanuel begab sich ins Exil nach Alexandria im damaligen Königreich Ägypten.

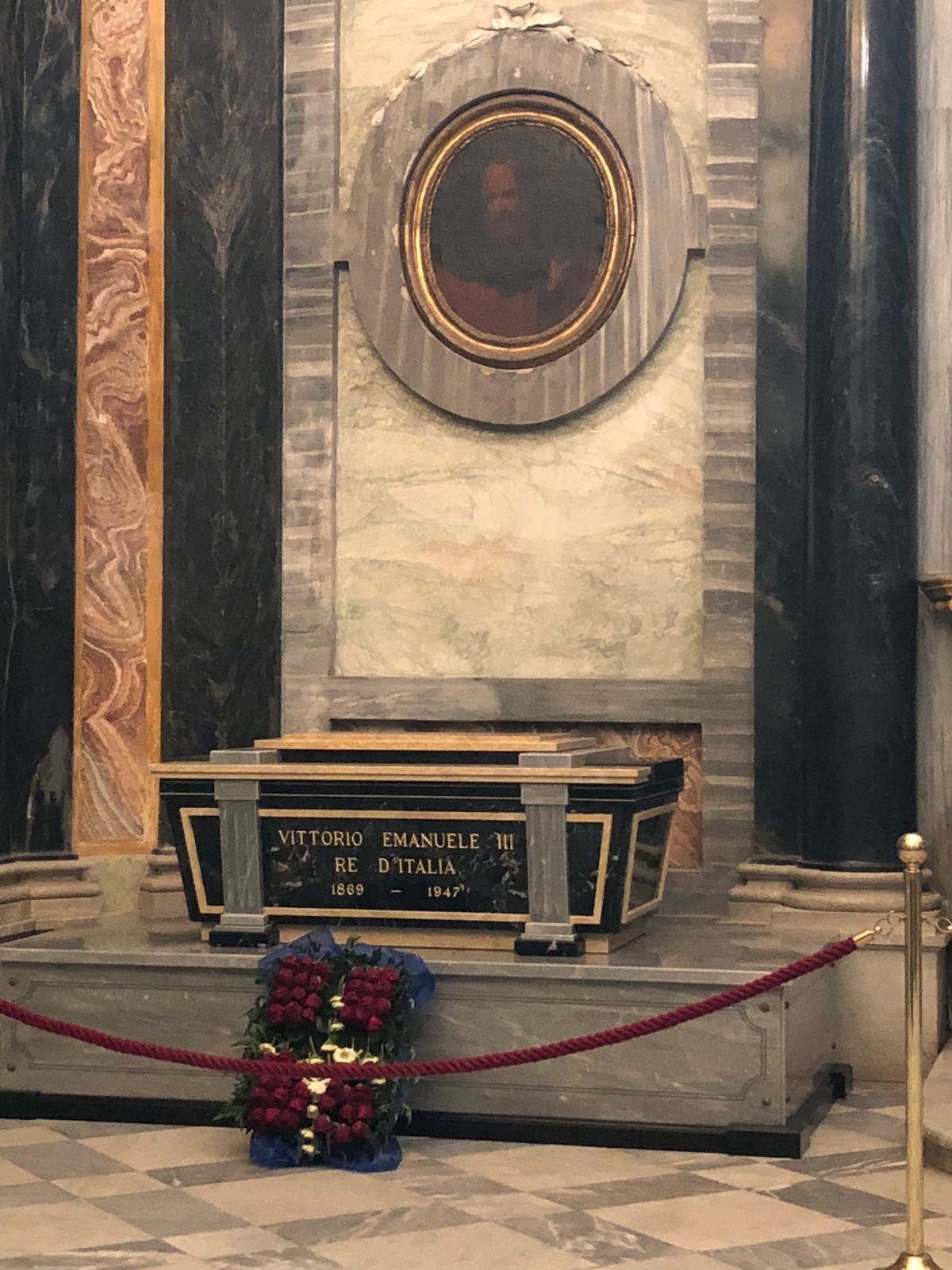
Grab von Viktor Emanuel III. im Santuario di Vicoforte.

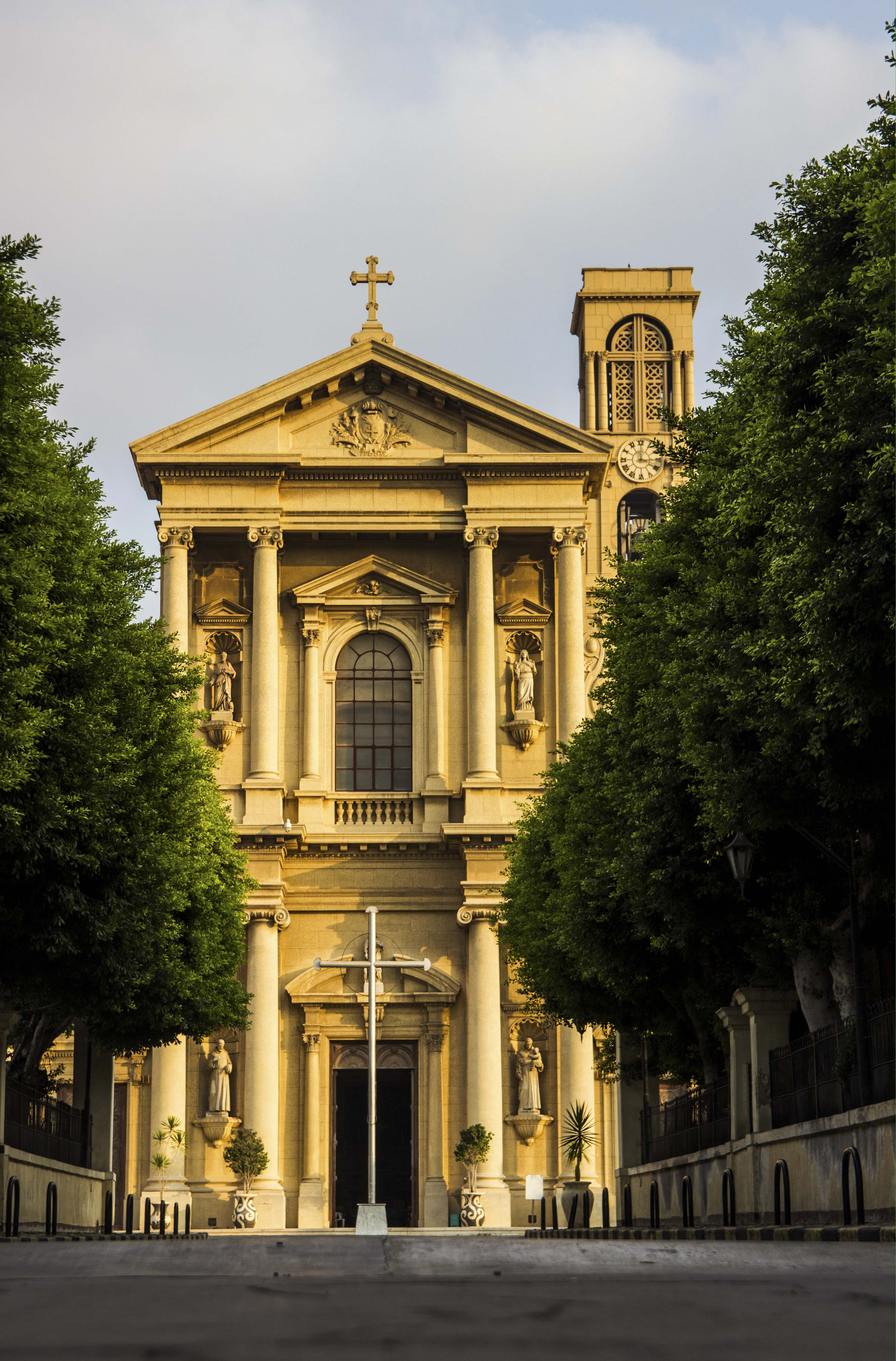
St.-Katharinen-Kathedrale Alexandria (bis Dezember 2017 Grabstätte Viktor Emanuels III.)

Dort verstarb er am 28. Dezember 1947 im Alter von 78 Jahren. Sein provisorisches Grab befand sich bis Dezember 2017 hinter dem Hauptaltar der St.-Katharinen-Kathedrale von Alexandria. Initiativen zur Umbettung in das Pantheon, wo auch seine beiden Vorgänger ruhen, stießen bis in die jüngste Gegenwart auf breiten Widerstand in der italienischen Öffentlichkeit. Eine entsprechende Forderung von Angehörigen des Hauses Savoyen wurde beispielsweise von der jüdischen Gemeinde Roms als „Hohn“ zurückgewiesen, da das Pantheon in der Nähe des ehemaligen jüdischen Ghettos liegt, dessen Bewohner 1943 in die Vernichtungslager deportiert wurden. Am 17. Dezember 2017 wurde sein Leichnam in die Basilika von Vicoforte (Piemont) überführt, nachdem wenige Tage zuvor bereits die Gebeine seiner Gemahlin Elena von Montenegro nach Vicoforte gebracht worden waren. Die Umbettung seiner sterblichen Überreste rief erneut alte Kontroversen über die Rolle des Königs während der Zeit des Faschismus und des Zweiten Weltkrieges hervor. Kritik wurde auch daran geübt, dass die Überführung in einem staatlichen Militärflugzeug erfolgte.

## Vorfahren
| Ahnentafel Viktor Emanuel III., König von Italien (1900–1946) | Ahnentafel Viktor Emanuel III., König von Italien (1900–1946)                                                           | Ahnentafel Viktor Emanuel III., König von Italien (1900–1946)                                                           | Ahnentafel Viktor Emanuel III., König von Italien (1900–1946)                                                  | Ahnentafel Viktor Emanuel III., König von Italien (1900–1946)                                                  | Ahnentafel Viktor Emanuel III., König von Italien (1900–1946)                                                           | Ahnentafel Viktor Emanuel III., König von Italien (1900–1946)                                                           | Ahnentafel Viktor Emanuel III., König von Italien (1900–1946)                                                          | Ahnentafel Viktor Emanuel III., König von Italien (1900–1946)                                                          |
| ------------------------------------------------------------- | --- | --- | --- | --- | --- | --- | --- | --- |
| Ururgroßeltern                                                | Fürst Karl Emanuel von Savoyen-Carignan (1770–1800) ⚭ 1797 Prinzessin Maria Christina von Sachsen (1779–1851)           | Großherzog Ferdinand III. der Toskana (1769–1824) ⚭ 1790 Prinzessin Luisa Maria von Neapel-Sizilien (1773–1802)         | Kaiser Leopold II. (1747–1792) ⚭ 1765 Prinzessin Maria Ludovica von Spanien (1745–1792)                        | Fürst Karl Emanuel von Savoyen-Carignan (1770–1800) ⚭ 1797 Prinzessin Maria Christina von Sachsen (1779–1851)  | Fürst Karl Emanuel von Savoyen-Carignan (1770–1800) ⚭ 1797 Prinzessin Maria Christina von Sachsen (1779–1851)           | Großherzog Ferdinand III. der Toskana (1769–1824) ⚭ 1790 Prinzessin Luisa Maria von Neapel-Sizilien (1773–1802)         | Prinz Maximilian von Sachsen (1759–1838) ⚭ 1792 Prinzessin Caroline von Bourbon-Parma (1770–1804)                      | König Maximilian I. Joseph von Bayern (1756–1825) ⚭ 1797 Prinzessin Karoline von Baden (1776–1841)                     |
| Urgroßeltern                                                  | König Karl Albert von Sardinien-Piemont (1798–1849) ⚭ 1817 Prinzessin Maria Theresia von Österreich-Toskana (1801–1855) | König Karl Albert von Sardinien-Piemont (1798–1849) ⚭ 1817 Prinzessin Maria Theresia von Österreich-Toskana (1801–1855) | Erzherzog Rainer von Österreich (1783–1853) ⚭ 1820 Prinzessin Maria Elisabeth von Savoyen-Carignan (1800–1856) | Erzherzog Rainer von Österreich (1783–1853) ⚭ 1820 Prinzessin Maria Elisabeth von Savoyen-Carignan (1800–1856) | König Karl Albert von Sardinien-Piemont (1798–1849) ⚭ 1817 Prinzessin Maria Theresia von Österreich-Toskana (1801–1855) | König Karl Albert von Sardinien-Piemont (1798–1849) ⚭ 1817 Prinzessin Maria Theresia von Österreich-Toskana (1801–1855) | König Johann von Sachsen (1801–1873) ⚭ 1822 Prinzessin Amalie Auguste von Bayern (1801–1877)                           | König Johann von Sachsen (1801–1873) ⚭ 1822 Prinzessin Amalie Auguste von Bayern (1801–1877)                           |
| Großeltern                                                    | König Viktor Emanuel II. (1820–1878) ⚭ 1842 Erzherzogin Adelheid von Österreich (1822–1855)                             | König Viktor Emanuel II. (1820–1878) ⚭ 1842 Erzherzogin Adelheid von Österreich (1822–1855)                             | König Viktor Emanuel II. (1820–1878) ⚭ 1842 Erzherzogin Adelheid von Österreich (1822–1855)                    | König Viktor Emanuel II. (1820–1878) ⚭ 1842 Erzherzogin Adelheid von Österreich (1822–1855)                    | Ferdinand Maria von Savoyen-Carignan, Herzog von Genua (1822–1855) ⚭ 1850 Prinzessin Elisabeth von Sachsen (1830–1912)  | Ferdinand Maria von Savoyen-Carignan, Herzog von Genua (1822–1855) ⚭ 1850 Prinzessin Elisabeth von Sachsen (1830–1912)  | Ferdinand Maria von Savoyen-Carignan, Herzog von Genua (1822–1855) ⚭ 1850 Prinzessin Elisabeth von Sachsen (1830–1912) | Ferdinand Maria von Savoyen-Carignan, Herzog von Genua (1822–1855) ⚭ 1850 Prinzessin Elisabeth von Sachsen (1830–1912) |
| Eltern                                                        | König Umberto I. (1844–1900) ⚭ 1868 Prinzessin Margarethe von Savoyen-Carignan (1851–1926)                              | König Umberto I. (1844–1900) ⚭ 1868 Prinzessin Margarethe von Savoyen-Carignan (1851–1926)                              | König Umberto I. (1844–1900) ⚭ 1868 Prinzessin Margarethe von Savoyen-Carignan (1851–1926)                     | König Umberto I. (1844–1900) ⚭ 1868 Prinzessin Margarethe von Savoyen-Carignan (1851–1926)                     | König Umberto I. (1844–1900) ⚭ 1868 Prinzessin Margarethe von Savoyen-Carignan (1851–1926)                              | König Umberto I. (1844–1900) ⚭ 1868 Prinzessin Margarethe von Savoyen-Carignan (1851–1926)                              | König Umberto I. (1844–1900) ⚭ 1868 Prinzessin Margarethe von Savoyen-Carignan (1851–1926)                             | König Umberto I. (1844–1900) ⚭ 1868 Prinzessin Margarethe von Savoyen-Carignan (1851–1926)                             |
|                                                               | König Viktor Emanuel III. (1869–1947)                                                                                   | | | | | | | |